# 柏木敏夫
柏木敏夫（日语：／ Kashiwagi Toshio，1931年3月31日—2003年2月25日），日本棒球機構裁判，並曾任日本職棒中央聯盟副裁判長，及中華職棒裁判。

## 生平
柏木敏夫畢業於明石中學。1959年開始，柏木敏夫擔任日本職棒中央聯盟的裁判，於1989年在日本職棒引退，31年生涯執法場數達3042場。1990年與1991年前往台灣擔任中華職棒裁判，執法了100場比賽。2003年2月25日因胰臟癌病逝，享壽71歲。